# Rūd Kenār
Rūd Kenār är en ort i Iran.   Den ligger i provinsen Gilan, i den nordvästra delen av landet, 300 km nordväst om huvudstaden Teheran. Antalet invånare är 556.
Terrängen runt Rūd Kenār är platt åt nordost, men åt sydväst är den kuperad. Runt Rūd Kenār är det ganska glesbefolkat, med 45 invånare per kvadratkilometer. Närmaste större samhälle är Pareh Sar, 3,2 km söder om Rūd Kenār. Trakten runt Rūd Kenār består till största delen av jordbruksmark.